# Lipskya insignis
Lipskya insignis là một loài thực vật có hoa trong họ Hoa tán. Loài này được Nevski mô tả khoa học đầu tiên.